# Serra Geral (sul do Brasil)

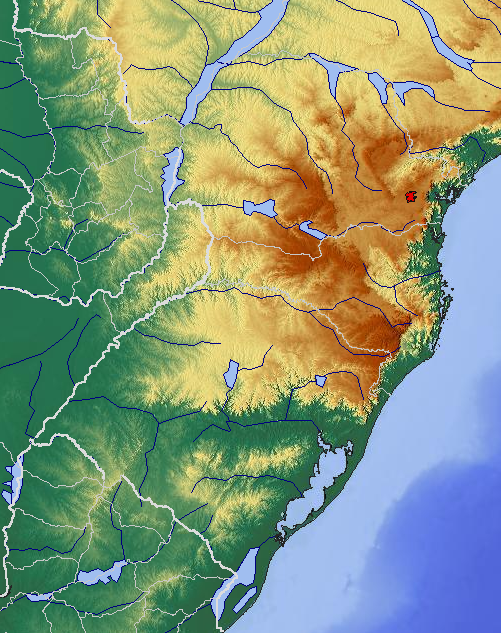
Mapa de relevo do Sul do Brasil

A serra Geral é uma formação rochosa que tem origem no Paraguai, corta diagonalmente o estado do Paraná, divide o litoral do interior de Santa Catarina e corta, também em sentido diagonal, o estado do Rio Grande do Sul, ingressando pela Argentina e Uruguai. As serras Catarinense e Gaúcha são subdivisões desta cadeia.

## Características
O relevo sul catarinense é acentuado com montanhas e vales profundos, que recortam a borda do planalto. O lado rio-grandense é caracterizado por coxilhas suaves e vales rasos. Sem transição, as ondulações suaves dão lugar a paredões verticais e rochas basálticas. Com uma altitude média de 950 metros, nos dias claros pode-se divisar o oceano Atlântico desde as bordas dos cânions, bem como diversas cidades próximas da costa, como Praia Grande (SC) ou Torres (RS).
Formado a partir de intensas atividades vulcânicas ocorridas há milhões de anos, sucessivos derrames de lava vieram originar o planalto Sulbrasileiro, coberto por campos limpos, matas de araucárias e numerosas nascentes de rios cristalinos. Ao leste, este imenso platô é subitamente interrompido por abismos verticais que levam à região litorânea, daí originando-se o nome de Aparados da Serra.

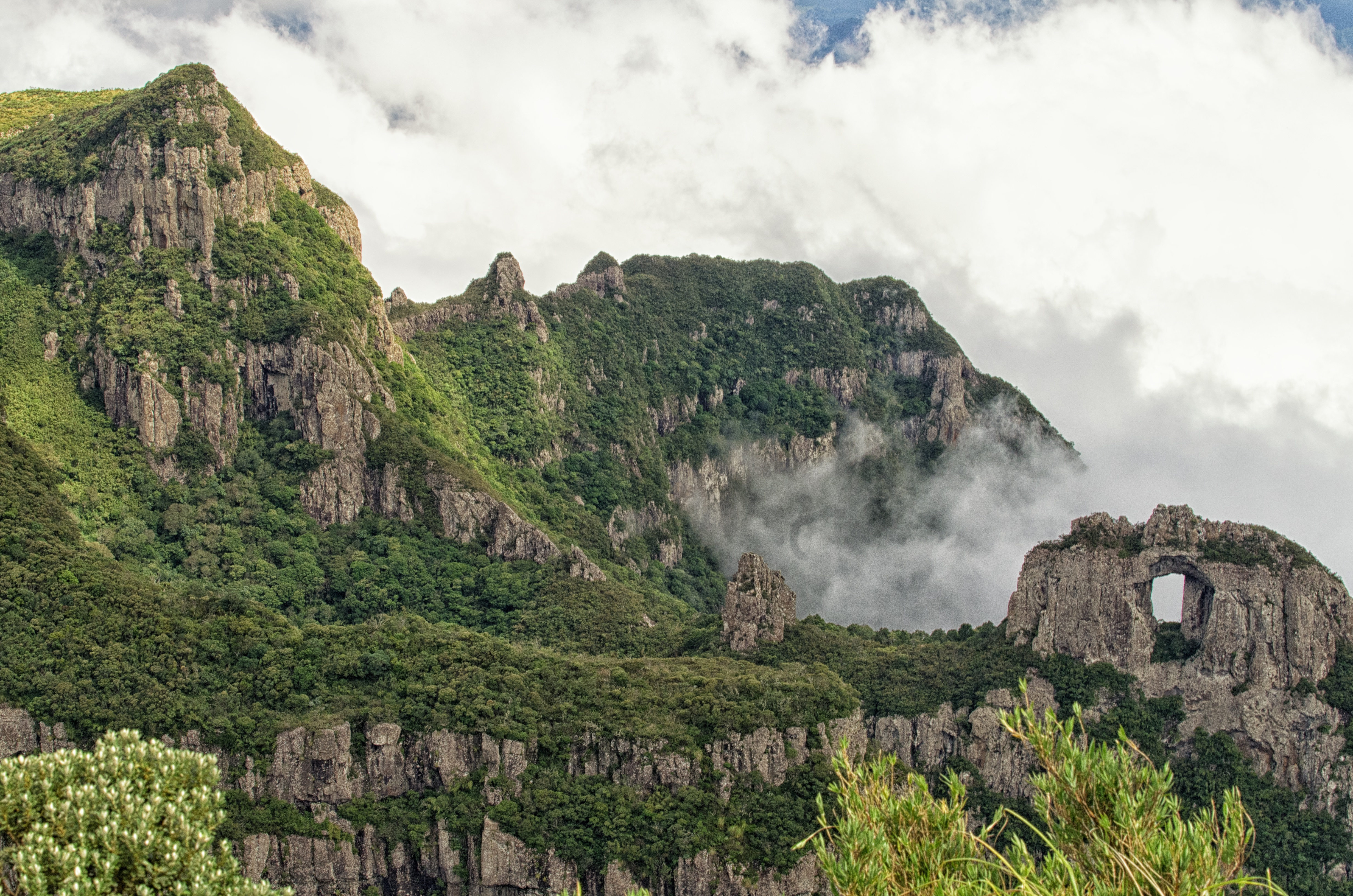
Pedra Furada vista do Morro da Igreja

## Frio
Na porção catarinense da Serra, ficam os municípios mais frios do Brasil: Urubici, Urupema, São Joaquim e Bom Jardim da Serra. Com queda de neve anualmente (em raras ocasiões, mesmo fora do inverno), e geadas constantes (mesmo no verão).

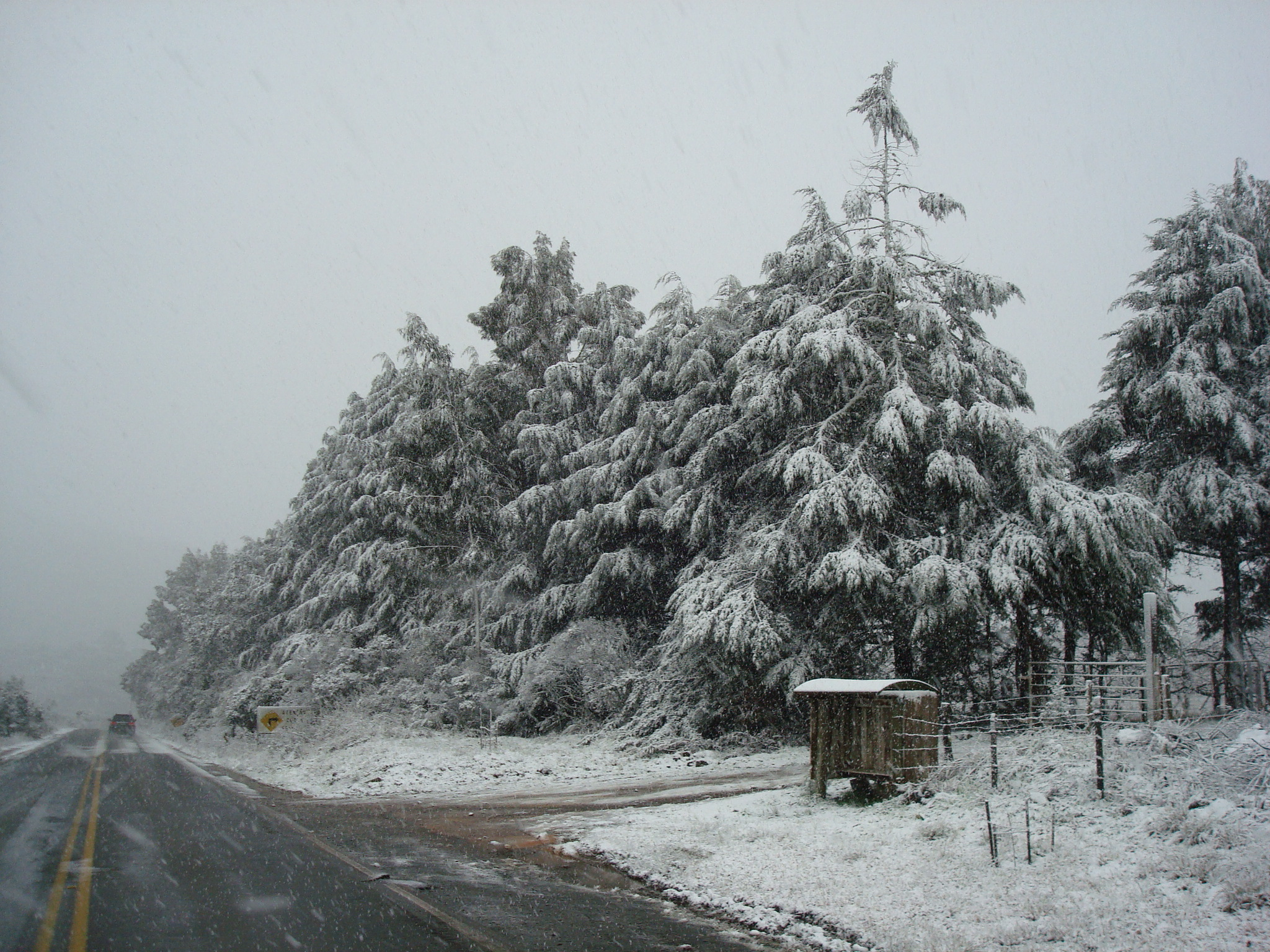
Estrada próxima a Serra do Rio do Rastro coberta de neve